# Génissac
Génissac är en kommun i departementet Gironde i regionen Nouvelle-Aquitaine i sydvästra Frankrike. Kommunen ligger i kantonen Branne som tillhör arrondissementet Libourne. År 2022 hade Génissac 2 026 invånare.

## Befolkningsutveckling
Antalet invånare i kommunen Génissac
Referens:INSEE